# Сулежиж
Сулежиж (пол. Sulerzyż) — село в Польщі, у гміні Гліноєцьк Цехановського повіту Мазовецького воєводства.
Населення — 192 особи (2011).
У 1975-1998 роках село належало до Цехановського воєводства.

## Демографія
Демографічна структура станом на 31 березня 2011 року:
|          | Загалом | Допрацездатний вік | Працездатний вік | Постпрацездатний вік |
| -------- | ------- | ------------------ | ---------------- | -------------------- |
| Чоловіки | 101     | 17                 | 66               | 18                   |
| Жінки    | 91      | 17                 | 50               | 24                   |
| Разом    | 192     | 34                 | 116              | 42                   |